# Nati nel 1906/Aprile
| Questa pagina contiene informazioni ricavate automaticamente dalle voci biografiche con l'ausilio del template Bio e di un bot. L'aggiornamento è periodico e automatico e ricostruisce completamente la pagina. Se manca una persona in questa lista, sei pregato di non aggiungerla, ma accertati piuttosto che la sua voce biografica contenga il template Bio e che i dati anagrafici siano correttamente compilati. Se il template Bio manca, inseriscilo tu stesso o, in alternativa, metti l'avviso {{tmp\|Bio}} che ne segnala la mancanza. Se i dati riportati sono sbagliati, correggi direttamente la voce biografica; le modifiche saranno visibili in questa lista entro pochi giorni. Per chiarimenti vedi il progetto biografie. La lista contiene solo le 137 persone che sono citate nell'enciclopedia e per le quali è stato implementato correttamente il template Bio. Pagina aggiornata al 10 ago 2025. |

- 1º aprile - Secondo Casadei, violinista, compositore e arrangiatore italiano († 1971)
- 1º aprile - Lester Cowan, produttore cinematografico statunitense († 1990)
- 1º aprile - Ned Glass, attore statunitense († 1984)
- 1º aprile - Pasquale Epifanio Iannini, poeta, scrittore e paroliere italiano († 1988)
- 1º aprile - Aleksandr Sergeevič Jakovlev, generale e politico sovietico († 1989)
- 1º aprile - Sigve Lie, velista norvegese († 1958)
- 1º aprile - Penn Nouth, politico cambogiano († 1985)
- 2 aprile - Stepan Spandarjan, cestista e allenatore di pallacanestro sovietico († 1987)
- 3 aprile - Lucinda Ballard, costumista statunitense († 1993)
- 3 aprile - Gisella Floreanini, politica italiana († 1993)
- 3 aprile - Luigi Gabelli, militare e aviatore italiano († 1936)
- 3 aprile - Alfredo Gargiullo, velocista italiano († 1928)
- 3 aprile - Giacomo Ottolenghi, politico italiano († 1974)
- 4 aprile - Athos Artigiani, calciatore italiano
- 4 aprile - Bea Benaderet, attrice statunitense († 1968)
- 4 aprile - Willy Falck Hansen, pistard danese († 1978)
- 4 aprile - Yasuo Haruyama, calciatore giapponese († 1987)
- 4 aprile - Teuku Muhammad Hasan, politico indonesiano († 1997)
- 4 aprile - Orazio Semeraro, arcivescovo cattolico italiano († 1991)
- 4 aprile - Ermanno Toschi, pittore italiano († 1999)
- 5 aprile - Fernando Germani, organista italiano († 1998)
- 5 aprile - Richard Hallock, archeologo statunitense († 1980)
- 5 aprile - Aulis Koponen, calciatore finlandese († 1978)
- 5 aprile - Ted Morgan, pugile neozelandese († 1952)
- 5 aprile - Albert Charles Smith, botanico statunitense († 1999)
- 5 aprile - Grady Sutton, attore statunitense († 1995)
- 6 aprile - Alessio De Vito, militare italiano († 1982)
- 6 aprile - Jean Delarge, pugile belga († 1977)
- 6 aprile - Pietro Ferrari, calciatore italiano
- 6 aprile - Virginia Hall, militare statunitense († 1982)
- 6 aprile - Dionisio Moltisanti, politico italiano († 1964)
- 6 aprile - Alberto Zorrilla, nuotatore argentino († 1986)
- 7 aprile - Costantino Borsini, militare italiano († 1940)
- 7 aprile - Serge Denis, calciatore francese († 1980)
- 7 aprile - Hans Möser, militare tedesco († 1948)
- 7 aprile - Mario Petroncelli, giurista italiano († 1986)
- 8 aprile - Cesare Brandi, storico dell'arte e critico d'arte italiano († 1988)
- 8 aprile - Raoul Jobin, tenore canadese († 1974)
- 8 aprile - Giorgio Mancini, militare e aviatore italiano († 1940)
- 8 aprile - Antonio Zancanaro, hockeista su pista, pittore e incisore italiano († 1985)
- 9 aprile - Rafaela Aparicio, attrice spagnola († 1996)
- 9 aprile - Ferdinando Barison, psichiatra italiano († 1995)
- 9 aprile - Carlo Di Donna, politico e calciatore italiano († 1980)
- 9 aprile - Antal Doráti, direttore d'orchestra e compositore ungherese († 1988)
- 9 aprile - Hugh Gaitskell, politico britannico († 1963)
- 9 aprile - Placido Gaslini, tennista italiano († 1975)
- 9 aprile - Jānis Skuja, calciatore lettone († 1996)
- 9 aprile - Natalia Tułasiewicz, partigiana polacca († 1945)
- 9 aprile - Victor Vasarely, pittore ungherese († 1997)
- 10 aprile - Steve Anderson, ostacolista statunitense († 1988)
- 10 aprile - Thomas Sovereign Gates, politico e militare statunitense († 1983)
- 10 aprile - Douglas Eric Holland-Martin, ammiraglio britannico († 1977)
- 10 aprile - Reginaldo Monticelli, politico italiano († 1993)
- 10 aprile - Salvatore Pelosi, militare italiano († 1974)
- 11 aprile - Renato Cesarini, calciatore e allenatore di calcio italiano († 1969)
- 11 aprile - Francesco Chiaramonte, aviatore italiano († 1984)
- 11 aprile - Jaime Cruells, pallanuotista spagnolo († 1968)
- 11 aprile - Dale Messick, fumettista statunitense († 2005)
- 11 aprile - Orfeo Paroli, canottiere italiano († 1980)
- 11 aprile - Alfonso Tusell, pallanuotista spagnolo († 1960)
- 12 aprile - Charley Lion, schermidore francese († 1997)
- 13 aprile - Samuel Beckett, drammaturgo, scrittore e poeta irlandese († 1989)
- 13 aprile - Emanuele Boltri, calciatore italiano († 1979)
- 13 aprile - Bud Freeman, sassofonista, compositore e direttore d'orchestra statunitense († 1991)
- 13 aprile - Henri Godin, scrittore francese († 1944)
- 13 aprile - Ed Hamm, lunghista statunitense († 1982)
- 13 aprile - Albert Heremans, calciatore belga († 1997)
- 13 aprile - Gabriel Ramanantsoa, generale e politico malgascio († 1979)
- 13 aprile - Erwin Schneider, alpinista e cartografo austriaco († 1987)
- 14 aprile - Faysal dell'Arabia Saudita, sovrano saudita († 1975)
- 14 aprile - Keogh Gleason, scenografo statunitense († 1982)
- 14 aprile - Vincenzo Guarniera, militare e partigiano italiano († 1980)
- 14 aprile - Giovanni Battista Pitzalis, politico italiano († 1981)
- 14 aprile - Elmyr de Hory, pittore ungherese († 1976)
- 15 aprile - Bruno Ballanti, calciatore e allenatore di calcio italiano († 1977)
- 15 aprile - Jack D. Moore, scenografo statunitense († 1998)
- 15 aprile - Yvon Segalen, calciatore francese († 2000)
- 16 aprile - Ruth Malcomson, modella statunitense († 1988)
- 17 aprile - Luis Legaz Lacambra, giurista, filosofo e sociologo spagnolo († 1980)
- 17 aprile - Marcello Rodinò, dirigente d'azienda italiano († 1994)
- 17 aprile - Rudolf Schündler, attore e regista tedesco († 1988)
- 17 aprile - Jan G. Waldenström, medico svedese († 1996)
- 18 aprile - Giacinto Artale, politico italiano († 1970)
- 18 aprile - Ena Gregory, attrice australiana († 1993)
- 18 aprile - Labib Habachi, egittologo e archeologo egiziano († 1984)
- 18 aprile - Elizabeth Haffenden, costumista britannica († 1976)
- 18 aprile - Kōnstantinos Loules, politico greco († 1988)
- 18 aprile - Dorothy Revier, attrice statunitense († 1993)
- 19 aprile - Renato Chiantoni, attore italiano († 1979)
- 19 aprile - Nina Leen, fotografa statunitense († 1995)
- 20 aprile - Francesco ed Eugenio Cassani, inventore, imprenditore e dirigente d'azienda italiano († 1973)
- 20 aprile - Giovanni Malipiero, tenore italiano († 1970)
- 20 aprile - Giovanni Merla, geologo, paleontologo e scrittore italiano († 1984)
- 20 aprile - Filippo Murdaca, politico italiano († 1999)
- 20 aprile - Hinrich Möller, generale tedesco († 1974)
- 21 aprile - Aldo Damo, partigiano e politico italiano († 1978)
- 21 aprile - Alberto Domínguez, compositore messicano († 1975)
- 21 aprile - Paolo Frezza, giurista italiano († 1996)
- 21 aprile - René Kenner, calciatore francese († 1970)
- 21 aprile - Ken Strong, giocatore di football americano statunitense († 1979)
- 22 aprile - Eddie Albert, attore, showman e cantante statunitense († 2005)
- 22 aprile - Riccardo Billi, attore e doppiatore italiano († 1982)
- 22 aprile - Hendrik Joan Drossaart Lulofs, filologo classico e storico della filosofia olandese († 1998)
- 22 aprile - Gustavo Adolfo di Svezia, principe svedese († 1947)
- 23 aprile - Luigi Cabrini, calciatore e giornalista italiano († 1986)
- 23 aprile - Stephen Carr, attore statunitense († 1986)
- 24 aprile - Rubi Dalma, attrice italiana († 1994)
- 24 aprile - William Joyce, politico, attivista e conduttore radiofonico irlandese († 1946)
- 24 aprile - Edgar Kupfer-Koberwitz, scrittore tedesco († 1991)
- 24 aprile - Vera Konstantinovna Romanova, nobile russa († 2001)
- 24 aprile - Ghigo Tommasi, pittore italiano († 1997)
- 24 aprile - Richard van der Riet Woolley, astronomo britannico († 1986)
- 25 aprile - William Brennan, giudice statunitense († 1997)
- 25 aprile - Elisa Breton, artista francese († 2000)
- 25 aprile - Meyer Fortes, antropologo britannico († 1983)
- 25 aprile - Frank H. Netter, medico e illustratore statunitense († 1991)
- 25 aprile - Sally Salminen, scrittrice finlandese († 1976)
- 26 aprile - Paolo Fortunati, politico e statistico italiano († 1980)
- 26 aprile - Giovanni Giavi, politico italiano († 1980)
- 26 aprile - Dorothy Dwan, attrice statunitense († 1981)
- 26 aprile - Renate Müller, attrice e cantante tedesca († 1937)
- 27 aprile - Friedrich-Paul von Groszheim, tedesco († 2003)
- 27 aprile - George Milburn, scrittore, giornalista e sceneggiatore statunitense († 1966)
- 27 aprile - Federico Valli, editore e produttore cinematografico italiano († 1971)
- 28 aprile - Tony Accardo, mafioso statunitense († 1992)
- 28 aprile - Bart Bok, astronomo olandese († 1983)
- 28 aprile - Otto Fleischmann, calciatore cecoslovacco († 1950)
- 28 aprile - Kurt Gödel, logico, matematico e filosofo austriaco († 1978)
- 28 aprile - Ragnar Pedersen, calciatore norvegese († 1984)
- 28 aprile - Richard Rado, matematico tedesco († 1989)
- 29 aprile - Enrico Mattei, imprenditore, partigiano e politico italiano († 1962)
- 29 aprile - Nino Nannetti, antifascista italiano († 1937)
- 29 aprile - Pedro Vargas, tenore e attore messicano († 1989)
- 30 aprile - Gino Del Signore, tenore italiano († 1978)
- 30 aprile - Herbert Ferber, pittore, scultore e odontoiatra statunitense († 1991)
- 30 aprile - Duccio Galimberti, avvocato e partigiano italiano († 1944)
- 30 aprile - Sergio Nannini, politico e agronomo italiano († 1980)